# Ebe W. Tunnell
Ebe Walter Tunnell, född 31 december 1844 i Sussex County i Delaware, död 18 december 1917 i Lewes i Delaware, var en amerikansk demokratisk politiker. Han var Delawares guvernör 1897–1901.
Tunnell var verksam som affärsman. Han var inte framgångsrik i guvernörsvalet 1894 men vann valet två år senare. Han efterträdde 1897 William T. Watson som Delawares guvernör och efterträddes 1901 av John Hunn.
Tunnell avled 1917 och gravsattes på Lewes Presbyterian Church Cemetery i Lewes.